# Banwali
Banwali, également orthographié Banouali ou Banoualé, est une localité située dans le département de Padéma de la province du Houet dans la région des Hauts-Bassins au Burkina Faso.

## Éducation et santé
Banwali accueille un centre de santé et de promotion sociale (CSPS).